# Glenea anteochracea
Glenea anteochracea là một loài bọ cánh cứng trong họ Cerambycidae.